# Vaumoise
Vaumoise település Franciaországban, Oise megyében. Lakosainak száma 1000 fő (2022. január 1.). Vaumoise Coyolles, Gondreville, Russy-Bémont, Vauciennes és Vez községekkel határos.

## Népesség
A település népessége az elmúlt években az alábbi módon változott:
| Lakosok száma | 953  | 973  | 1065 | 985  | 986  | 987  | 986  | 993  | 1000 |
|               | 2013 | 2015 | 2016 | 2017 | 2018 | 2019 | 2020 | 2021 | 2022 |